# Меса, Максимильяно
Максимилья́но (Ма́кси) Эдуа́рдо Ме́са (исп. Maximiliano Eduardo Meza; родился 15 января 1992 года, Хенераль-Пас, Аргентина) — аргентинский футболист, вингер клуба «Ривер Плейт». Участник чемпионата мира 2018 года в составе сборной Аргентины.

## Клубная карьера

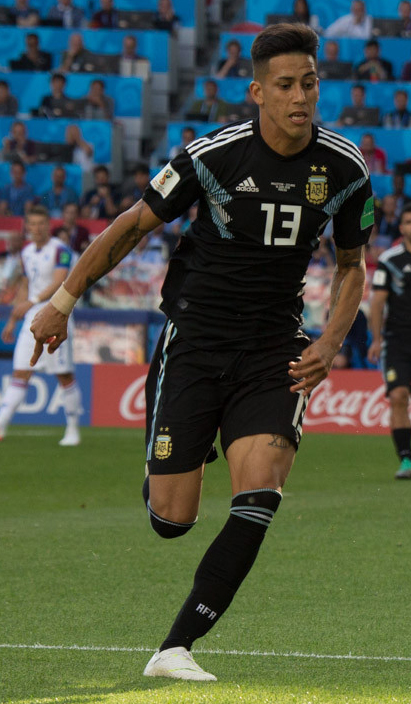
Меса в составе сборной Аргентины

Меса — воспитанник клуба «Химнасия» из Ла-Платы. 10 декабря в матче против «Депортиво Мерло» он дебютировал в Примере B. По итогам сезона Меса помог клубу выйти в элиту. 4 августа 2013 года в матче против «Ривер Плейт» он дебютировал в аргентинской Примере. 8 октября в поединке против «Велес Сарсфилд» Максимильяно забил свой первый гол за «Химнасию».
Летом 2016 года Меса перешёл в «Индепендьенте». Сумма трансфера составила 2,7 млн евро. 25 сентября в матче против «Тигре» он дебютировал за новый клуб. 11 декабря в поединке против «Колона» Макси забил свой первый гол за «Индепендьенте». В 2017 году он помог клубу завоевать Южноамериканский кубок забив в матчах против чилийского «Депортес Икике», парагвайского «Насьоналя» и бразильского «Фламенго» он забил по голу.

## Международная карьера
27 марта 2018 года в товарищеском матче против сборной Испании Меса дебютировал за сборную Аргентины.
В 2018 году Меса принял участие в чемпионате мира в России. На турнире он сыграл в матчах против команд Исландии, Хорватии, Нигерии и Франции.

## Достижения
«Индепендьенте»
- Обладатель Южноамериканского кубка (1): 2017
- Обладатель Кубка банка Суруга (1): 2018